# 도쿄 로즈

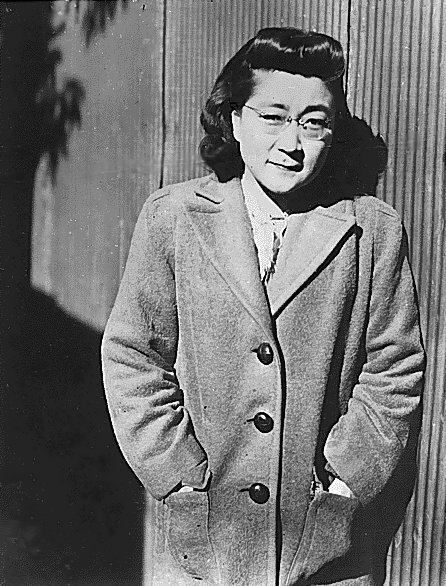
아이바 토구리.

도쿄 로즈(Tokyo Rose)는 태평양 전쟁 당시 일본 제국의 영어 라디오 선전 방송인 라디오 도쿄를 진행하던 여성 아나운서들을 이르는 말이다. 이 가운데 아이바 토구리(Iva Toguri)라는 일본계 미국인 아나운서가 대표적인 인물이었다. 토구리는 종전 이후 1948년 반역죄로 체포되었으나 1956년에 석방되었고 1977년 제럴드 포드 대통령에 의해 사면되었다.

## 같이 보기
- 서울시티 수
- 에즈라 파운드
- P. G. 우드하우스